# Norwegian Air Norway
Norwegian Air Norway AS era una compagnia aerea norvegese e una sussidiaria interamente controllata della low cost Norwegian Air Shuttle, che utilizzava la sua identità aziendale. Era basata all'aeroporto di Oslo-Gardermoen.

## Storia
Norwegian Air Norway è stata fondata il 17 giugno 2013 e successivamente ha ricevuto il certificato di operatore aereo (COA). La società madre Norwegian Air Shuttle ha quindi registrato un solo aeromobile per Norwegian Air Norway al fine di poter mantenere il COA. Nell'ottobre 2018, Norwegian Air Norway ha ottenuto un'eccezione dal Dipartimento dei trasporti degli Stati Uniti per operare servizi nel paese prima di ricevere un permesso di vettore aereo straniero.
Nel dicembre 2023 l'unico aereo in flotta è stato trasferito a Norwegian Air Shuttle, di conseguenza la compagnia ha terminato le attività.

## Flotta
Al momento della chiusura a dicembre 2023, la flotta di Norwegian Air Norway era così composta: